# Fabio Dal Zotto
Fabio Dal Zotto (Venezia, 17 luglio 1957) è un ex schermidore italiano, specializzato nel fioretto.

## Biografia
Iniziò la pratica della scherma sotto la guida del Maestro Livio Di Rosa al Circolo Scherma Mestre. Si affacciò nel panorama italiano nel 1973 anno in cui fu capace di vincere ben 5 titoli nazionali. Nel 1976, dopo aver conquistato il bronzo ai Mondiali Giovani, venne inserito un po' a sorpresa nella nazionale olimpica. Alle Olimpiadi di Montreal, appena diciannovenne, conquistò inaspettatamente la medaglia d'oro di fioretto, un successo che mancava all'Italia da 40 anni quando a vincerlo a Berlino fu Giulio Gaudini. In pedana, dovendosi confrontare con campioni esperti e affermati, si fa notare per l'atteggiamento da spadaccino spaccone e un po' folle e per la particolare scherma che capovolge gli schemi e le norme della tradizione classica.

Dopo un primo girone di qualificazione un po' difficoltoso (2 vittorie e 3 sconfitte), Dal Zotto prende fiducia e supera brillantemente anche il secondo ed il terzo turno (entrambi con 4 vittorie ed una sconfitta), classificandosi al terzo posto nell'eliminazione diretta. Qui sconfisse lo statunitense Edward Donofrio (10-4) ed il tedesco Harald Hein(10-9) guadagnando l'accesso diretto alla finale a 6 (evento che mancava ad un italiano dai Giochi del 1956). Qui conquistò le vittorie con l'australiano Gregory Benko (5-4), con i russi Aleksandr Roman'kov (5-1) e Vasyl' Stankovyč (5-4), con il francese Frédéric Pietruszka (5-1, con 5 stoccate consecutive rifilate all'avversario in meno di un minuto), ma patì una sconfitta con l'altro francese Bernard Talvard (4-5) che lo costrinse al barrage per l'oro.
Lo spareggio mise Dal Zotto di fronte al grande fiorettista sovietico Aleksandr Roman'kov, dominatore per 20 anni della specialità con i suoi dieci titoli di campione del mondo e in cerca della sua prima vittoria olimpica: il giovane schermidore mestrino vinse per 5-1, in maniera netta e brillante, togliendo all'avversario la possibilità di guadagnarsi il massimo riconoscimento olimpico, una soddisfazione che Roman'kov riuscirà a realizzare soltanto nel 1988 a Seoul nella prova a squadre.
Nella prova di fioretto a squadre, il suo contributo fu fondamentale per permettere all'Italia di conquistare l'argento. Nel girone eliminatorio Dal Zotto vinse 3 dei 4 incontri contro il Giappone (sconfitto 12-4 dall'Italia) e tutti e 4 i match contro la Germania Ovest (battuta 9-7). Dopo l'agevole vittoria 9-3 nei quarti di finale contro gli Stati Uniti (con 2 vittorie ed una sconfitta di Dal Zotto), le 3 vittorie del fiorettista mestrino fecero la differenza contro la favorita Francia nella semifinale vinta per differenza stoccate (61 degli azzurri, 59 dei transalpini, con 8 vittorie per parte). La finale vide l'Italia battuta dalla Germania Ovest per 9-6 nonostante le 2 vittorie di Dal Zotto.
Oltre alle 2 medaglie olimpiche vinse tre argenti ai Mondiali Assoluti, un oro ed un argento ai Mondiali Militari, un oro ai Campionati Europei Assoluti, un argento ed un bronzo alle Universiadi, un bronzo ai Mondiali Giovani.
Conosciuto per la sua scherma fatta di talento e fantasia, Fabio Dal Zotto è da molti considerato il precursore della scherma moderna.
Dopo l'attività agonistica, si è dedicato all'insegnamento di diritto ed economia nei Licei nel Trevigiano.

## Palmarès
In carriera ha ottenuto i seguenti risultati:
Giochi olimpici
Individuale
- Oro nel fioretto a Montréal 1976

A squadre
- Argento nel fioretto a Montréal 1976

Mondiali
Individuale
- Bronzo nel fioretto a Melbourne 1979

A squadre
- Argento nel fioretto a Buenos Aires 1977
- Argento nel fioretto a Melbourne 1979
- Argento nel fioretto a Clermont-Ferrand 1981

Mondiali militari
Individuale
- Argento nel fioretto ad Rennes 1981

A squadre
- Oro nel fioretto ad Rennes 1981

Universiadi
Individuale
A squadre
- Bronzo nel fioretto a Sofia 1977

### Altri risultati
Mondiali giovani
Individuale
- Bronzo nel fioretto a Poznań 1976

A squadre